# Simone Petilli
Simone Petilli (Bellano, 4 de mayo de 1993) es un ciclista profesional italiano que desde 2020 corre para el equipo Intermarché-Wanty.

## Palmarés
2015
- Ronde d'Isard, más 1 etapa

## Resultados en Grandes Vueltas
| Carrera | Carrera         | 2014 | 2015 | 2016 | 2017 | 2018 | 2019 | 2020 | 2021 | 2022 | 2023 | 2024 | 2025 |
| ------- | --------------- | ---- | ---- | ---- | ---- | ---- | ---- | ---- | ---- | ---- | ---- | ---- | ---- |
|         | Giro de Italia  | —    | —    | 77.º | 26.º | —    | —    | —    | 44.º | —    | Ab.  | —    | 60.º |
|         | Tour de Francia | —    | —    | —    | —    | —    | —    | —    | —    | —    | —    | —    | —    |
|         | Vuelta a España | —    | —    | —    | —    | Ab.  | —    | —    | 29.º | —    | 58.º | 90.º | —    |

—: no participa

Ab.: abandono